# Eike von Repkow

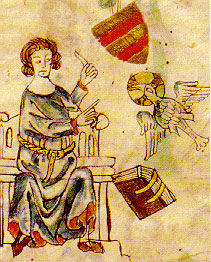
Eike von Repkow

Eike von Repkow (Eico, Heico von Repgow; Repgau) (ur. 1180 lub 1190, zm. 1235) – rycerz niemiecki, ławnik w sądzie dla stanu rycerskiego, był prawdopodobnie wasalem wójta Quedlinburga.
Znany głównie jako autor stworzonego prywatnego zbioru praw, znanego jako Zwierciadło saskie (der Sachsenspiegel). Spis składa się z dwóch części, poświęconych prawu ziemskiemu i prawu lennemu (Sächsiche Land- und Lehnrecht). Księga prawa ziemskiego stanowi tę część, która wywarła olbrzymi wpływ na rozwój prawa niemieckiego. Eike spisał prawo wschodniosaskie (Ostfalia) terytorium, które znalazło się pod władzą Niemiec po ujarzmieniu Słowian połabskich. Dzieło jego powstało w latach 1215–1235 lub 1224-1235, prawdopodobnie w hrabstwie Billingshöhe, w pobliżu Harzu. Pierwotny tekst, który zaginął, pisany był w języku łacińskim. Na życzenie hrabiego H. v. Falkensteina zostało ono jeszcze przed zaginięciem przetłumaczone przez autora na język niemiecki. 
Eike był zwolennikiem prawa naturalnego, porządku stanowego, akcentował prymat władzy cesarskiej nad kościelną (cezaropapizm), choć w wyjątkowych przypadkach dopuszczał możliwość wyklęcia władcy; daleki od ortodoksji chrześcijańskiej - akceptował zakazane przez Sobór Laterański (1215) tzw. ordalia (sądy boże).